# Torsten N. Wiesel

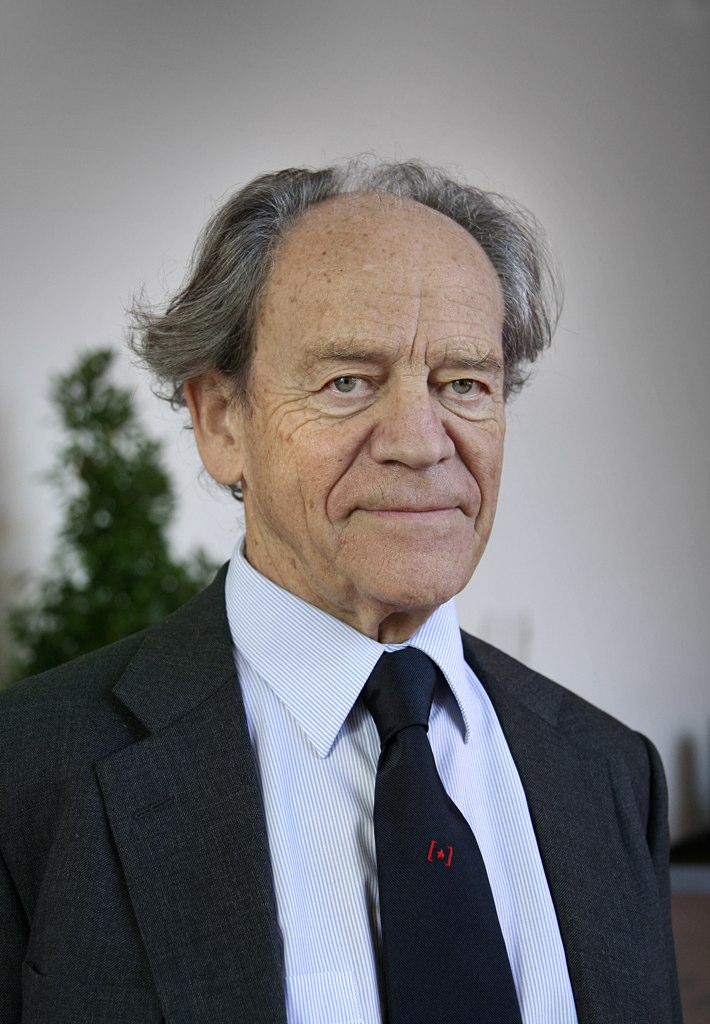
Torsten Wiesel (2006)

Torsten Nils Wiesel (* 3. Juni 1924 in Uppsala) ist ein schwedisch-US-amerikanischer Neurophysiologe, Neurobiologe und Träger des Nobelpreises für Physiologie oder Medizin.
Wiesel wurde 1954 am Karolinska-Institut in Stockholm in Medizin bei Carl Gustaf Bernhard auf dem Gebiet der neurophysiologischen Grundlagenforschung promoviert. Danach ging er in die Vereinigten Staaten, wo er ab 1955 an der Johns Hopkins University war, ab 1958 als Assistant Professor für physiologische Ophthalmologie. Ab 1960 war er Assistant Professor, ab 1967 Professor für Physiologie (und ab 1968 für Neurobiologie) in der psychiatrischen Abteilung der Medizinischen Fakultät und seit 1974 war er Robert Winthrop Professor für Neurobiologie an der Harvard Medical School in Boston, Massachusetts. 1973 bis 1984 hatte er die Leitung der von Stephen Kuffler 1959 geschaffenen Abteilung für Neurobiologie. Von 1978 bis 1979 war er Präsident der Society for Neuroscience. Ab 1983 war er Vincent Brooke Astor Professor im Labor für Neurobiologie der Rockefeller University, deren Labor für Neurobiologie er leitete und deren Präsident er 1991 bis 1998 war.
In Zusammenarbeit mit David H. Hubel untersuchte Wiesel seit den 1960er Jahren im Detail den Aufbau und die Informationsverarbeitung des visuellen Cortex am Beispiel von Katzen und Affen, der ausgehend von diesen Untersuchungen zum besterforschten Teil des Gehirns wurde.
1978 wurde Wiesel mit dem Louisa-Gross-Horwitz-Preis ausgezeichnet. Für seine Arbeiten mit David Hubel über die Informationsverarbeitung beim Sehen wurden beide 1981 mit einer Hälfte des Nobelpreis für Medizin ausgezeichnet. Die andere Hälfte ging an Roger Sperry. 1991 wurde Wiesel mit dem Neuronal Plasticity Prize ausgezeichnet und er erhielt viele weitere Preise wie den Ralph-W.-Gerard-Preis (1993), den Karl Spencer Lashley Award, den Dickson Preis, den Rosenstiel Award, den Friedenwald Award (1975) und den Jules Stein Award (1971). 2005 erhielt er mit der National Medal of Science die höchste wissenschaftliche Auszeichnung der Vereinigten Staaten. 2009 wurde ihm der japanische große Orden der Aufgehenden Sonne am Band verliehen. Er ist mehrfacher Ehrendoktor.
Er besitzt die US-Staatsbürgerschaft. Er ist Mitglied der National Academy of Sciences und deren Institute of Medicine, seit 1967 der American Academy of Arts and Sciences, seit 1982 der American Philosophical Society, seit 1995 der Academia Europaea sowie der schwedischen Physiologischen Gesellschaft und der American Association for the Advancement of Science.